# Steinzeiternährung
Steinzeiternährung, Steinzeitdiät, Paleo-Ernährung oder Paleo-Diät (nach deutscher Rechtschreibung eigentlich Paläo-Ernährung oder Paläo-Diät) ist eine Mode-Diät, die sich an der vermuteten Ernährung der Altsteinzeit orientiert.

## Prinzip
Anders als in der kohlenhydratreduzierten Ernährung (Low-Carb) sind in der Steinzeitdiät unbegrenzte Mengen hochglykämischer Anteile – wie getrocknete Datteln oder Feigen – erlaubt. Falls natürlich gewachsene Früchte und Honig weniger Anteil haben, entspricht die Steinzeiternährung einer Diät nach dem Low-Carb-Prinzip.
Die Steinzeiternährung setzt sich ausschließlich aus Nahrungsmitteln zusammen, von denen angenommen wird, dass sie schon in der Altsteinzeit verfügbar waren. Die Ernährung besteht vor allem aus Gemüse, Fleisch (vom Wild), Beeren, Fisch, Meeresfrüchten, Schalentieren, Eiern, Obst sowie Kräutern, Pilzen, Nüssen, Esskastanien und Honig. Zu vermeiden sind Milch und Milchprodukte, außerdem Getreide und Getreideprodukte wie Brot. Industriell verarbeitete Nahrungsmittel wie Zucker, alkoholische Getränke oder Fertiggerichte sowie Lebensmittel, die erst durch aufwändige technische Verarbeitung genießbar werden, sind ebenfalls zu meiden. 
Der Gebrauch von Pflanzenölen ist umstritten. Manche vermeiden nur Öle und Fette, die in der Steinzeit noch nicht in ausreichender Menge verfügbar waren, wie z. B. Erdnussbutter, Oliven-, Maiskeim- oder Traubenkernöl. Andere verzichten auf alle Pflanzenöle, da diese industriell verarbeitet sind, ein ungünstiges Verhältnis von Omega-3- zu Omega-6-Fettsäuren aufweisen und mehrheitlich mehrfach ungesättigte Fettsäuren. Diese oxidieren durch die Lagerung und werden dadurch ranzig. 
Das Verhältnis der Fettsäuren lag bei unseren Vorfahren bei 1:3 bis 1:5 und liegt heute bei 1:15 bis 1:20. Als Getränke werden Wasser und Tee aus Kräuteraufgüssen empfohlen.
Im westlichen Kulturkreis ungewohnt ist die Ernährung mit Insekten, Larven und Würmern, die frühen Vertretern der Gattung Homo ergänzend als Proteinquelle gedient haben und auch heute von vielen Ethnien gegessen werden (Entomophagie). 
Der Verzehr von Speiseinsekten ist kein obligatorischer Bestandteil der Steinzeiternährung.

## Herkunft der Bezeichnung
Eine Steinzeitdiät wurde zum Beispiel von Arnold DeVries 1952 in seinem Buch Primitive Man and His Food. und auch von Walter L. Voegtlin im Jahr 1975 beschrieben. Der Begriff trifft die diskutierten Ernährungsformen nur unscharf, da sich im Verlauf der Jahrhunderttausende radikale Änderungen der Ernährungsformen abspielten, insbesondere durch den Übergang zur Landwirtschaft, was als Neolithische Revolution beschrieben wird. Voegtlin und andere bezogen sich eher auf einige vermutete Ernährungsformen der Alt-Steinzeit, des Paläolithikums. Treffender wären daher die Bezeichnungen Altsteinzeit-Ernährung, Paläo-Ernährung oder genetisch angepasste Ernährung (im englischen Sprachraum Paleo diet).
In den 1990er-Jahren wurde Loren Cordain in den USA zum bekanntesten Vertreter der Steinzeiternährung. Nicolai Worm publizierte im Jahr 2000 das Buch SYNDROM X oder ein Mammut auf den Teller – Mit Steinzeitdiät aus der Ernährungsfalle. Worm betrachtet sich selbst jedoch ausdrücklich nicht als Vertreter der Steinzeitdiät.

## Grundannahmen
Die Altsteinzeit umfasst in etwa die Zeitspanne von vor zwei Millionen Jahren bis zu etwa 20.000 Jahren vor heute. In dieser Epoche lebten die Hominini, das sind die Nebenlinien und Vorfahren des anatomisch modernen Menschen (Homo sapiens), als Jäger und Sammler.
Walter L. Voegtlin publizierte 1975 in seinem Buch Thesen zur genetischen Anpassung an die Nahrung. Allerdings behauptete er, der Mensch sei ein Fleischfresser, während die vorherrschende wissenschaftliche Meinung ihn auf Grund seiner körperlichen Merkmale als Allesfresser ansieht. In den 1980er-Jahren wurde Voegtlins These von Boyd Eaton aufgegriffen, der 1985 einen entsprechenden Aufsatz im New England Journal of Medicine und 1988 das Buch Paleolithic Prescription veröffentlichte. Er machte die entsprechenden Thesen einer breiteren Öffentlichkeit bekannt.
Die Grundannahmen der Steinzeitdiät basieren auf der Evolutionstheorie von Charles Darwin, wonach sich im Laufe der Evolution die Spezies durchgesetzt haben, die am besten an ihre Umwelt und damit auch an die vorhandenen Nahrungsquellen angepasst waren. Für die daraus abgeleiteten Thesen zur menschlichen Ernährung und zur Gesundheit wurde u. a. von Cordain die Bezeichnung Evolutionsmedizin (Evolutionary medicine oder Darwinian medicine) geprägt. Eine weitere Grundannahme ist, dass sich das menschliche Erbgut seit der Steinzeit nicht verändert habe. Folglich sei die steinzeitliche Ernährung die einzig „artgerechte Ernährung“ des Menschen, da sich der menschliche Organismus im Laufe von Millionen Jahren an diese perfekt angepasst habe. Loren Cordain: „Living organisms thrive best in the milieu and on the diet to which they were evolutionary adapted (…)“ (dt.: Lebende Organismen gedeihen am besten in dem Milieu und mit der Ernährung, an die sie evolutionär angepasst sind).
Die Altsteinzeit umfasste einen Zeitraum von fast 2,4 Mio. Jahren, alle weiteren Zeitalter bis heute insgesamt nur rund 15.000 Jahre. Die Viehzucht wurde erstmals vor rund 10.000 Jahren im Neolithikum eingeführt, der Ackerbau vor etwa 12.000 Jahren. Milchprodukte und Getreideprodukte sind, bezogen auf die gesamte Menschheitsgeschichte, daher relativ neue Nahrungsmittel. „(…) 100,000 generations of people were hunter-gatherers, 500 generations have depended on agriculture, and only 10 generations have lived since the start of the industrial age (…) In other words, our diet today fails to provide the biochemical und molecular requirements of H. sapiens.“ (dt.: 100.000 Generationen waren Jäger und Sammler, 500 Generationen waren abhängig vom Ackerbau und nur zehn Generationen haben seit dem Beginn des Industriezeitalters gelebt (…) Anders ausgedrückt, unsere heutige Ernährung entspricht nicht den biochemischen und molekularen Bedürfnissen des Homo sapiens).
Nach Erkenntnissen der Paläopathologie führte die sogenannte Neolithische Revolution zu einer erhöhten Säuglingssterblichkeit, einer Zunahme von Infektionskrankheiten, einer deutlich niedrigeren Lebenserwartung und einer verringerten Körpergröße. Auch Knochen- und Zahnschäden nahmen zu. „Paradoxerweise führte also eine ausreichende Nahrungsmittelproduktion zu Mangelerscheinungen; und die 'landwirtschaftliche Revolution' im Neolithikum (…) zu einem Rückschritt in der Gesundheit.“
Einige Vertreter der Evolutionsmedizin gehen davon aus, dass die sogenannten Zivilisationskrankheiten in westlichen Industriestaaten überwiegend auf die „nicht artgerechte“ Ernährung mit nachsteinzeitlichen Nahrungsmitteln zurückzuführen sind, vor allem Hyperinsulinismus und Insulinresistenz durch einen hohen Anteil von Kohlenhydraten in der üblichen „Zivilisationskost“. Weitere Erkrankungen des metabolischen Syndroms sind Hypertonie, Hyperlipidämie und Hyperglykämie. Erkenntnisse aus der Paläopathologie sollen belegen, dass die altsteinzeitlichen Vorfahren größer und gesünder waren als die Menschen der folgenden Epochen. Knochenfunde erlauben jedoch nur bedingte Rückschlüsse auf den Zustand der nicht mehr erhaltenen inneren Organe und der Blutwerte. Die medizinischen Aussagen stützen sich auch auf Studienergebnisse zu Völkern, die heute noch als Nomaden oder Jäger und Sammler leben. Diese ließen den Schluss zu, dass sie auch im Alter nicht an typischen Zivilisationskrankheiten litten.
Mit Hilfe der Steinzeiternährung soll nicht nur das metabolische Syndrom verhindert werden, sondern auch das Risiko für Krebserkrankungen und Allergien signifikant vermindert werden und die Leistungsfähigkeit steigen. Bisher gibt es keine wissenschaftlichen Langzeitstudien zu dieser Ernährungsform, die dies bestätigen könnten.

## Fleischkonsum
Die Steinzeit umfasst eine Zeitspanne von rund zwei Millionen Jahren, während der mehrere Spezies der Gattung Homo in unterschiedlichen Lebensräumen lebten. Es gab daher keine einheitliche „Steinzeiternährung“, und der Fleischanteil war regional sehr unterschiedlich.
Die Ernährungsempfehlungen von Boyd Eaton sind nicht identisch mit denen von Cordain. Eaton bezieht sich auf die Erkenntnisse der Paläoanthropologie zur Ernährung der Steinzeitmenschen und geht von einer überwiegend pflanzlichen und ballaststoffreichen Nahrung aus; Fleischkonsum spielt keine entscheidende Rolle. Die optimale Nährstoff-Relation laut Eaton: 33 Prozent Proteine, 46 Prozent Kohlenhydrate und 21 Prozent Fett. 65 Prozent der aufgenommenen Energie stammten aus Obst und Gemüse. Cordain und Nicolai Worm beziehen sich dagegen auf heutige indigene Völker und favorisieren täglichen Fleischverzehr. Daten des Ethnology Atlas von 1999 zu 181 Ethnien zeigten, dass 65 Prozent der Nahrung tierischen Ursprungs sei gegenüber 35 Prozent Pflanzenkost. Es handelt sich dabei allerdings um statistische Mittelwerte; die Zusammensetzung unterscheidet sich zwischen den verschiedenen Völkern erheblich, siehe unten.
Umstritten ist der anzustrebende Fettanteil der Ernährung. Eine Ernährung nur mit magerem Fleisch entspricht vermutlich nicht dem Protein-Fett-Verhältnis einer steinzeitlichen Ernährung, bei der das ganze Tier gegessen wurde. Eine Ernährung, die ausschließlich auf Fleisch und Fett basiert, ist mit Übergang in Ketose möglich, allerdings sollte der Fettkalorienanteil zum Zwecke der ausreichenden Versorgung mit essentiellen Fettsäuren nicht unter 30 % sinken. Gibt man Test-Essern die freie Wahl, essen sie etwa gleich viel Fett wie Muskelmasse. Außerhalb der arktischen Regionen und besonders im Frühjahr enthalten viele Wildtiere jedoch nur einen deutlich geringeren Fettanteil. Beef Jerky und Pemmikan als zwei traditionelle Lebensmittel der Indianer des mittleren Westens der USA weisen einen sehr unterschiedlichen Fettanteil auf, nämlich nur 2–7 % gegenüber rund 50 % Fett.
Wenn Eskimos einen Großteil der Energie als Proteine zu sich nehmen, weil nur Kaninchen statt fettreicher Meerestiere zur Verfügung stehen, tritt die sogenannte Rabbit Starvation (Kaninchen-Auszehrung) auf.

## Nährstoffversorgung
Da der Körper sie in ausreichendem Umfang aus Proteinen und Fetten synthetisieren kann, wäre auch bei völligem Verzicht auf Kohlenhydrate nicht mit Mangelerscheinungen zu rechnen.
Loren Cordain weist darauf hin, dass zur Gewährleistung einer ausreichenden Versorgung mit Vitamin D entweder ein täglicher Aufenthalt in der Sonne von wenigstens 15 Minuten im Sommer oder entsprechend mehr im Winter oder der Verzehr von täglich rund 100 Gramm fettreichen Seefischs (insbesondere Lachs, Thunfisch und Dorschleber; mit Abstrichen auch Hering, Heilbutt und Sardinen) oder eine entsprechende Menge Fischöl vorgesehen werden sollte.
Ein Magazin für australische Allgemeinmediziner rät, auf die Aufnahme von Kalzium zu achten, wenn ein Osteoporose-Risiko besteht.

## Studien zu den gesundheitlichen Folgen
Die Wirkung der Steinzeiternährung wurde bislang wenig erforscht. Zur einseitigen Ernährung und der Wirkung von Giftstoffen in unseren Nahrungsmitteln wurden demgegenüber bereits viele spezifische Studien durchgeführt, die sich jedoch meist nur auf einige wenige Gesichtspunkte beschränkten. Erste ganzheitliche Studien zeigten als Folge der Steinzeiternährung verbesserte Blutzuckerwerte und weitere verminderte Risikofaktoren von Herz-Kreislauf-Erkrankungen. Das tatsächliche Risiko, diese Erkrankungen zu erleiden, wurde nicht untersucht.
Bei einer extrem fettarmen Ernährung oder sehr einseitigen Fettzufuhr besteht die Gefahr eines Mangels essentieller Fettsäuren. Wird im Rahmen der Paläo-Ernährung eine kohlenhydratarme Diät verfolgt, gelten zu den gesundheitlichen Risiken im Wesentlichen dieselben Kritikpunkte wie bei der Atkins-Diät. Auch können kurzzeitige Ernährungsumstellungen mit verminderter Zufuhr von Nahrungsenergie zum Jojo-Effekt führen. Das Gewicht wird nicht dauerhaft reduziert und kann sogar ansteigen.
Verschiedene Studien zeigen den positiven Einfluss einer Paläo-Ernährung auf diverse gesundheitliche Faktoren. Die Inzidenz von Dickdarmkrebs reduziert sich ebenso wie die Marker für Entzündungen und oxidativen Stress und die Sterblichkeitsrate.
Wie bei ähnlichen Diäten auch und bei der kohlenhydratarmen Ernährung im Speziellen gibt es Berichte über die allgemeine Steigerung des Wohlbefindens und deutliche gesundheitliche Verbesserungen durch die Paläo-Ernährungsweise. Es ist anzunehmen, dass dies vielfach nicht unbedingt auf die strikte Selektion und Beschränkung auf bestimmte, zugelassene Lebensmittel zurückzuführen ist, sondern vielmehr auf die Begleitumstände einer Ernährungsumstellung:
- Durch die Einhaltung der Richtlinien einer bestimmten Denkschule der Steinzeiternährung reduziert sich das Spektrum der zur Verfügung stehenden Lebensmittel oft drastisch. Alleine dadurch, dass die vorgesehenen Lebensmittel nicht überall zur Verfügung stehen, Snacks und Fast-Food generell nicht ins Ernährungsschema passen und das Essen in der Gastronomie im Allgemeinen nur noch eingeschränkt möglich ist, entfallen bereits die meisten der ungesunden und kalorienhaltigen Lebensmittel, die heutzutage oft einen Großteil der Nahrungsaufnahme ausmachen.
- Auch wenn dafür gesorgt ist, dass die vorgesehenen Lebensmittel zu jeder Zeit in ausreichender Menge zur Verfügung stehen, so dass der Verzicht auf „verbotene“ Nahrungsmittel im Grunde durch die Aufnahme einer größeren Menge „erlaubter“ Speisen ausgeglichen werden könnte, so reduziert sich meist dennoch die Kalorienaufnahme, da der Körper naturnahe Lebensmittel oft nicht in besonders großer Menge aufnehmen kann. Bei der Aufnahme von Fleisch und Gemüse stellt sich im Allgemeinen eher ein Sättigungsgefühl ein als bei kohlenhydratreicher Ernährung und hält auch länger vor.[26] Gering verarbeitete Gemüse enthalten pflanzliche Abwehrstoffe, welche die Verdauung behindern können und die Aufnahme größerer Mengen dann ebenfalls nicht zulassen. Schließlich entfallen auch die meisten geschmacksverstärkenden und appetitanregenden Zusatzstoffe und Soßen bei der Paläo-Ernährung.
- Bereits der Verzicht auf industriell verarbeitete Fertiggerichte und Zutaten sowie die Beschränkung auf Speisen, die unsere Urgroßeltern schon kannten, sollte zur Besserung der meisten ernährungsbedingten metabolischen Störungen beitragen und Zivilisationskrankheiten verhindern helfen.
- Mit der intensiven Beschäftigung mit dem Thema und der Ernährungsumstellung geht häufig auch eine Umstellung anderer Gewohnheiten und eine allgemein gesündere Lebensweise einher. Durch den Verzicht auf kalorienhaltige Fertignahrung tritt oft eine Gewichtsreduktion[27] und eine Besserung der allgemeinen körperlichen Verfassung ein. Diese Faktoren erhöhen den Genuss an körperlichen Aktivitäten, so dass in der Folge häufig mehr Sport getrieben wird, was weitere positive gesundheitliche Effekte mit sich bringt und das Wohlbefinden steigert.

Wenn die Aufnahme von Kohlenhydraten bis zur Entwicklung einer Ketose reduziert wird, erfolgt insbesondere bei Kindern in vielen Fällen ein deutlicher Rückgang der Anfälle bei Epilepsie-Patienten.
Eine kleine Studie hat ergeben, dass sich die Glucose-Werte bei Patienten mit koronarer Herzkrankheit und Glucose-Intoleranz oder Typ-2-Diabetes bei Umstellung auf Steinzeiternährung gegenüber einer mediterranen Ernährung deutlicher verbessern.

## Kritik
Die Vertreter der Steinzeitdiät geben an, dass der Mensch genetisch nicht an die moderne „Zivilisationskost“ angepasst sei, sondern lediglich an Lebensmittel, die bereits vor hunderttausenden Jahren gegessen wurden. Deshalb führe die heute in westlichen Industriestaaten übliche Kost zu Erkrankungen, die als Zivilisationskrankheiten bekannt sind. Ein wesentlicher Kritikpunkt ist, dass es sich bei den Aussagen zur Ernährung in der Steinzeit und ihren Nutzen für die Gesundheit überwiegend um Hypothesen ohne umfassende wissenschaftliche Belege handelt.
Für Evolutionsbiologen und Paläoanthropologen beginnt die Entwicklung des anatomisch modernen Menschen, die sogenannte Hominisation, nicht erst in der Steinzeit, sondern deutlich früher. Übliche Kriterien sind der aufrechte Gang, der bereits bei Australopithecus vorhanden war (biologische Evolution), oder die Nutzung von Kulturtechniken (kulturelle Evolution) bei Homo erectus. Australopithecus ernährte sich von Früchten, Samen, Pilzen, Wurzeln, Blättern, Eiern und kleinen Tieren, aber überwiegend vegetarisch. Die Kost des zeitlich folgenden Homo habilis war ähnlich, ebenfalls mit geringem Fleischanteil. Homo erectus war dann in der Lage, die Pflanzennahrung durch Jagdbeute zu ergänzen.
Die Vertreter der Steinzeiternährung geben an, dass diese auch der Ernährungsweise der als Jäger und Sammler lebenden Völker entspricht. Tatsächlich differiert die Ernährung dieser Populationen erheblich, je nach Lebensraum, und reicht von überwiegend vegetarischer Kost bei den afrikanischen ǃKung bis zur fast ausschließlichen Ernährung von Fleisch und Fisch bei den Inuit in Grönland. Bei den Massai und den Turkana – beides Nomadenvölker – ist Milch das Hauptnahrungsmittel.
Tobias Lechler stellt in seiner Dissertation mit dem Titel Die Ernährung als Einflussfaktor auf die Evolution des Menschen fest, dass eine genaue Rekonstruktion der Ernährung in der Steinzeit und davor nicht möglich sei und dass man darüber hinaus nicht feststellen könne, ob der moderne Mensch nun genetisch an die Ernährungsweise des frühen Homo sapiens, an die des Homo erectus, des Homo habilis, der Australopithecinen oder noch an die anderer Primaten angepasst sei. Die Ökotrophologen Alexander Ströhle und Andreas Hahn vom Institut für Lebensmittelwissenschaft der Universität Hannover bezweifeln grundsätzlich die Thesen zur humanen Adaptation an bestimmte Nahrungsmittel und verweisen darauf, dass die morphologische Evolution eines Lebewesens nicht zwangsläufig mit der genetischen Evolution korreliert. Selbst ein Funktionswandel ohne morphologische Anpassung ist möglich.
Obwohl Lechler in seiner Dissertation zunächst von denselben Hypothesen ausgeht wie die Vertreter der Steinzeitdiät, kommt er zu völlig anderen Schlüssen. Er folgert, dass gerade die fehlende Spezialisierung und Anpassung der Gattung Homo an eine bestimmte Ernährungsweise der entscheidende Überlebensvorteil war, der die Besetzung ganz unterschiedlicher ökologischer Nischen ermöglichte. Diese Auffassung teilen Ströhle und Hahn, die auf die Vielzahl von Ernährungskulturen verweisen, die während der Hominisation und seit der Steinzeit entstanden sind.
Ströhle und Hahn widersprechen auch der These, dass eine Kostform allein deshalb als „optimal geeignet“ bezeichnet werden kann, weil Menschen damit über eine lange Zeitspanne überlebt haben. Es lasse sich nur folgern, „dass eine solche überlebens- und reproduktionsadäquat war bzw. ist. Sie kann nicht gänzlich falsch gewesen sein. (…) Jede weitergehende Interpretation, z. B. im Hinblick auf (…) ihre Eignung zur Prävention chronisch-degenerativer Erkrankungen muss spekulativ bleiben (…). 6.000 bis 10.000 Jahre Ernährungskultur unter Einschluss von Getreide, Speiseöl, Wein und Milch in Europa besitzt nicht weniger ‚evolutive Bewährung‘ als 50.000 Jahre Steinzeitregime.“
Die Aussage, dass sich das menschliche Erbgut im Verlauf der Steinzeit zwar optimal an die Umwelt angepasst (also verändert habe), nicht aber danach, ist zudem nicht haltbar. Wissenschaftler haben rund 700 genetische Veränderungen gefunden, die in den letzten 10.000 Jahren aufgetreten sind. Zu diesen genetischen Veränderungen gehört die Entwicklung der Lactosetoleranz bei Erwachsenen, und zwar vor allem bei den Nachkommen der Stämme, die vor rund 10.000 Jahren die Rinderhaltung einführten und die heute in Europa, den USA und Australien leben. Hier verfügen bis zu 80 bis 90 Prozent der adulten Bevölkerung über das für die Verarbeitung des Milchzuckers nötige Enzym Lactase. Entgegen der These der Steinzeitdiät-Vertreter habe diese Anpassung an ein neues Nahrungsmittel in einem relativ kurzen Zeitraum längst stattgefunden. Auch durch zahlreiche andere Studien wurde belegt, dass es so genannte „schnelle Evolution“ (Veränderungen der Allelfrequenz binnen weniger Dutzend Generationen) auch beim Menschen gibt.
Auch der Begriff Neolithische Revolution wird von verschiedenen Archäologen kritisiert, da zum Beispiel der Begriff „Revolution“ eine kurze Umbruchphase suggeriere. Tatsächlich aber handle es sich um langfristige Entwicklungen und Übergangsphasen in der Menschheitsgeschichte, die zu verschiedenen Zeiten an verschiedenen Orten stattfanden.

## Belege
1. ↑  Ehrika Vanessa Almeida de Menezes, Helena Alves de Carvalho Sampaio, Antônio Augusto Ferreira Carioca, Nara Andrade Parente, Filipe Oliveira Brito, Thereza Maria Magalhães Moreira, Ana Célia Caetano de Souza, Soraia Pinheiro Machado Arruda: Influence of Paleolithic diet on anthropometric markers in chronic diseases: systematic review and meta-analysis. In: Nutrition Journal. Band 18, 23. Juli 2019, ISSN 1475-2891, S. 41, doi:10.1186/s12937-019-0457-z, PMID 31337389, PMC 6647066 (freier Volltext): „The Paleolithic diet has been gaining ground in the field of fad diets. It is based on food patterns of human Paleolithic ancestors, about 2.6 million to 10,000 years ago, a period that precedes the advent of industrial agriculture and is different from today's modern society.“
2. ↑  How too much omega 6 and not enough omega 3 is making us sick. In: chriskresser.com, zuletzt abgerufen am 2. Juni 2022. (englisch)
3. ↑  Alles, was man über Fett wissen sollte. In: blog.paleosophie.de, zuletzt abgerufen am 2. Juni 2022.
4. ↑  Newton, David E. (2019). Vegetarianism and Veganism: A Reference Handbook. ABC-CLIO. S. 102. ISBN 978-1-4408-6763-7
5. ↑  Walter L. Voegtlin: The Stone Age Diet: Based on In-depth Studies of Human Ecology and the Diet of Man. Vantage Press, 1975.
6. 1 2 3  Alexander Ströhle, Andreas Hahn: Evolutionäre Ernährungswissenschaft und „steinzeitliche“ Ernährungsempfehlungen – Stein der alimentären Weisheit oder Stein des Anstoßes? Teil 1. In: Ernährungs-Umschau. Band 53, Nr. 1, 2006, S. 10–16, Volltext (PDF; 137 kB)
7. 1 2 3  Kenneth F. Kiple: Was wir von der Steinzeit lernen können. In: GEO Wissen. Nr. 28, S. 64–69.
8. ↑  Loren Cordain: Implications of Plio-Pleistocene Hominin Diets for Modern Humans.
9. 1 2 3  Jack Challem: Paleolithic Nutrition: Your Future is in your dietary Past. (Memento vom 16. Juni 2008 im Internet Archive)
10. 1 2  Loren Cordain u. a.: Realigning our 21st Century Diet and Lifestyle with our Hunter-gatherer Genetic Identity. In: Directions in Psychiatry. Vol. 25, 2005.
11. ↑  Rolf Degen: Mit Steinzeitdiät gegen Kohlenhydratexzess. (Memento vom 28. September 2007 im Internet Archive) In: Tabula. 01/2001 (PDF-Datei)
12. ↑  Staffan Lindeberg, Loren Cordain und S. Boyd Eaton: Biological and Clinical Potential of an Paleolithic Diet. In: Journal of Nutritional & Environmental Medicine. Band 13, Nr. 3, 2003, S. 149–160, doi:10.1080/13590840310001619397, Volltext (PDF; 84 kB)
13. 1 2 3 4  Alexander Ströhle, Andreas Hahn: Evolutionäre Ernährungswissenschaft und „steinzeitliche“ Ernährungsempfehlungen – Stein der alimentären Weisheit oder Stein des Anstoßes? Teil 2. In: Ernährungs-Umschau. Band 53, Nr. 2, 2006, S. 52–58, Volltext
14. ↑  WDR-Beitrag: Die ursprüngliche Ernährung des Menschen (Memento vom 30. September 2007 im Internet Archive)
15. ↑  Boyd Eaton, Stanley B. Eaton III: Evolution, Diet and Health. (Memento vom 7. August 2011 im Internet Archive).
16. ↑  Interview mit Loren Cordain: The Paleolithic Diet and its Modern Implications. In: mercola.com
17. ↑  Loren Cordain: High protein diets, fish and tubers. In: listserv.icors.org, 1997, abgerufen im August 2009 (englisch)
18. ↑  Beiträge zu rabbit starvation auf Paleodiet (englisch), zuletzt eingesehen im August 2009.
19. ↑  Loren Cordains Informationen über Vitamin D
20. ↑  Christopher E Pitt: Cutting through the Paleo hype: The evidence for the Palaeolithic diet. In: Australian Family Physician. Volume 45, No. 1, Jan./Feb. 2016, S. 35–38. PMID 27051985.
21. ↑  D. C. Klonoff: The beneficial effects of a Paleolithic diet on type 2 diabetes and other risk factors for cardiovascular disease. In: Journal of diabetes science and technology. Band 3, Nummer 6, November 2009, S. 1229–1232. PMID 20144375, PMC 2787021 (freier Volltext).
22. ↑  Deutsche Gesellschaft für Ernährung. Abgerufen am 25. November 2015.
23. ↑  Kristine A. Whalen, Marji McCullough, W. Dana Flanders, Terryl J. Hartman, Suzanne Judd, Roberd M. Bostick: Paleolithic and Mediterranean Diet Pattern Scores and Risk of Incident, Sporadic Colorectal Adenomas. In: Am J Epidemiol. 1. Dez. 2014; doi:10.1093/aje/kwu235, PMC 4239795 (freier Volltext).
24. ↑  K. A. Whalen, M. L. McCullough, W. D. Flanders, T. J. Hartman, S. Judd, R. M. Bostick: Paleolithic and Mediterranean Diet Pattern Scores Are Inversely Associated with Biomarkers of Inflammation and Oxidative Balance in Adults. In: J. Nutr. Juni 2016. PMID 27099230, PMC 4877627 (freier Volltext), doi:10.3945/jn.115.224048.
25. ↑  K. A. Whalen, S. Judd, M. L. McCullough, W. D. Flanders, T. J. Hartman, R. M. Bostick: Paleolithic and Mediterranean Diet Pattern Scores Are Inversely Associated with All-Cause and Cause-Specific Mortality in Adults. In: J Nutr. 8. Feb. 2017. PMID 28179490, doi:10.3945/jn.116.241919.
26. ↑  H. F. Bligh, I. F. Godsland, G. Frost, K. J. Hunter, P. Murray, K. MacAulay, D. Hyliands, D. C. Talbot, J. Casey, T. P. Mulder, M. J. Berry: Plant-rich mixed meals based on Palaeolithic diet principles have a dramatic impact on incretin, peptide YY and satiety response, but show little effect on glucose and insulin homeostasis: an acute-effects randomised study. In: Br J Nutr. 28. Februar 2015. PMID 25661189, doi:10.1017/S0007114514004012
27. ↑  A. Genoni, P. Lyons-Wall, J. Lo, A. Devine: Cardiovascular, Metabolic Effects and Dietary Composition of Ad-Libitum Paleolithic vs. Australian Guide to Healthy Eating Diets: A 4-Week Randomised Trial. In: Nutrients. 23. Mai 2016. PMID 27223304, PMC 4882726 (freier Volltext), doi:10.3390/nu8050314
28. ↑  Zsófia Clemens, Anna Kelemen, András Fogarasi, Csaba Tóth: Childhood Absence Epilepsy Successfully Treated with the Paleolithic Ketogenic Diet. In: Neurol Ther. online, 21. September 2013; doi:10.1007/s40120-013-0013-2, PMC 4389034 (freier Volltext)
29. ↑  S. Lindeberg, T. Jönsson, Y. Granfeldt, E. Borgstrand, J. Soffman, K. Sjöström, B. Ahrén: A Palaeolithic diet improves glucose tolerance more than a Mediterranean-like diet in individuals with ischaemic heart disease. In: Diabetologia. 2007 Sep. PMID 17583796, doi:10.1007/s00125-007-0716-y
30. ↑  John Coleman: Palaeolithic Nutrition? (Memento vom 28. März 2008 im Internet Archive)
31. ↑  Tobias Lechler: Die Ernährung als Einflussfaktor auf die Evolution des Menschen. Dissertation. 2001, S. 67 ff.
32. ↑  Tobias Lechler: Die Ernährung als Einflussfaktor auf die Evolution des Menschen. 2001, S. 141.
33. ↑  Tobias Lechler: Die Ernährung als Einflussfaktor auf die Evolution des Menschen. 2001, S. 184.
34. ↑  Ulrich Bahnsen: Unsere nächsten Verwandten. In: Zeit online. 2006.
35. ↑  Marvin Harris: Wohlgeschmack und Widerwillen. Die Rätsel der Nahrungstabus. Klett-Cotta, Stuttgart 1988, ISBN 3-608-93123-6, S. 146.
36. ↑  Stephen C. Stearns et al.: Measuring selection in contemporary human populations. In: Nature Reviews Genetics. Band 11, 2010, S. 611–622, doi:10.1038/nrg2831
Emmanuel Milot et al.: Evidence for evolution in response to natural selection in a contemporary human population. In: PNAS. Band 108, Nr. 41, 2011, S. 17040–17045, doi:10.1073/pnas.1104210108
 Jaleal S. Sanjak et al.: Evidence of directional and stabilizing selection in contemporary humans. In: PNAS. Band 115, Nr. 1, 2018, S. 151–156, doi:10.1073/pnas.1707227114
37. ↑  Katherine M. Kirk et al.: Natural selection and quantitative genetics of life-history traits in western women: a twin study. In: Evolution. Band 55, Nr. 2, 2001, S. 423–435, doi:10.1111/j.0014-3820.2001.tb01304.x
Alexandre Courtiol et al.: Natural and sexual selection in a monogamous historical human population. In: PNAS. Band 109, Nr. 21, 2012, S. 8044–8049, doi:10.1073/pnas.1118174109
38. ↑  Alexandre Courtiol et al.: The Demographic Transition Influences Variance in Fitness and Selection on Height and BMI in Rural Gambia. In: Current Biology. Band 23, Nr. 10, 2013, S. 884–889, doi:10.1016/j.cub.2013.04.006
39. ↑  Sandra Wild et al.: Direct evidence for positive selection of skin, hair, and eye pigmentation in Europeans during the last 5,000 y. In: PNAS. Band 111, Nr. 13, 2014, S. 4832–4837, doi:10.1073/pnas.1316513111
Starke positive Selektion hat Aussehen der Europäer in den letzten 5.000 Jahren verändert. Auf: idw-online.de vom 10. März 2014
Humans are still evolving – and we can watch it happen. Auf: sciencemag.org vom 17. Mai 2016
40. ↑  Kenneth Maddock: Prehistory, Power and Pessimism. In: Peter Gathercole, T. H. Irving, Gregory Melleuish (Hrsg.): Childe and Australia: Archaeology, Politics and Ideas. University of Queensland Press, St Lucia 1995, Seite 107–117. ISBN 978-0-7022-2613-7